# Phillipsburg (Missouri)
Phillipsburg is een plaats (village) in de Amerikaanse staat Missouri, en valt bestuurlijk gezien onder Laclede County.

## Demografie
Bij de volkstelling in 2000 werd het aantal inwoners vastgesteld op 201.
In 2006 is het aantal inwoners door het United States Census Bureau geschat op 227, een stijging van 26 (12,9%).

## Geografie
Volgens het United States Census Bureau beslaat de plaats een oppervlakte van
1,3 km², geheel bestaande uit land. Phillipsburg ligt op ongeveer 430 m boven zeeniveau.

## Plaatsen in de nabije omgeving
De onderstaande figuur toont nabijgelegen plaatsen in een straal van 28 km rond Phillipsburg.